# 皖江地区
皖江地区是指长江安徽段（皖江）两岸地区，覆盖地域包括安庆、池州、铜陵、芜湖、马鞍山、巢湖、宣城（除绩溪）和滁州（除凤阳、定远）、合肥（除长丰北部）以及六安的舒城、金安区。2010年1月12日，国务院批复《皖江城市带承接产业转移示范区规划》。